# Benigno Zaccagnini
Benigno Zaccagnini (Faenza, 17 aprile 1912 – Ravenna, 5 novembre 1989) è stato un politico italiano.
È stato segretario della Democrazia Cristiana dal 26 luglio del 1975 al febbraio del 1980 durante il periodo del compromesso storico, membro dell'Assemblea Costituente nel 1946, deputato e senatore fino alla sua morte nel 1989, ricoprendo diverse volte vari incarichi parlamentari e per tre volte incarichi di Ministro della Repubblica.

## Biografia
Era figlio di Aristide Zaccagnini (1879-1960), ferroviere, e di Rita Scardovi (1881-1954), casalinga. Ebbe tre sorelle e due fratelli: Gioconda (1906-2001), Domenica (1908-2007), Santina (1909-2013), Oslavio (1916-1918) e Giuseppe (1918-2010).
Cresciuto in una famiglia cattolica praticante, frequentò la parrocchia di Santa Maria in Porto situata nel centro storico di Ravenna. Zaccagnini si iscrisse al locale circolo della Gioventù cattolica (parte dell'Azione Cattolica) e da studente universitario fece parte della FUCI; in quest'occasione conobbe Aldo Moro (presidente della FUCI), Igino Righetti e monsignor Giovanni Battista Montini (futuro Papa Paolo VI), personalità che svolsero un ruolo incisivo ed importante nell'ambito della sua formazione culturale e spirituale.
Nel 1937 Zaccagnini si laureò in Medicina e Chirurgia, successivamente si specializzò in Pediatria e fino all'8 settembre 1943 esercitò la professione medica anche durante il conflitto mondiale: dal 1941 al 1943 fu ufficiale medico nei Balcani. Convinto antifascista, dopo l'8 settembre 1943 prese parte alla Resistenza: fece parte, in qualità di medico, dell'VIII Brigata Garibaldi a Ravenna e fu inoltre chiamato a partecipare alle riunioni del Comitato di liberazione nazionale di Ravenna in qualità di rappresentante della Democrazia cristiana (di cui era segretario nella città di Ravenna); questo evento rappresentò la sua prima partecipazione ad un organismo politico. In questo frangente strinse amicizia con Arrigo Boldrini e, nonostante la loro diversità ideologica in quanto Boldrini afferiva al Partito Comunista Italiano, collaborarono alacremente alla liberazione dell'area della Romagna.

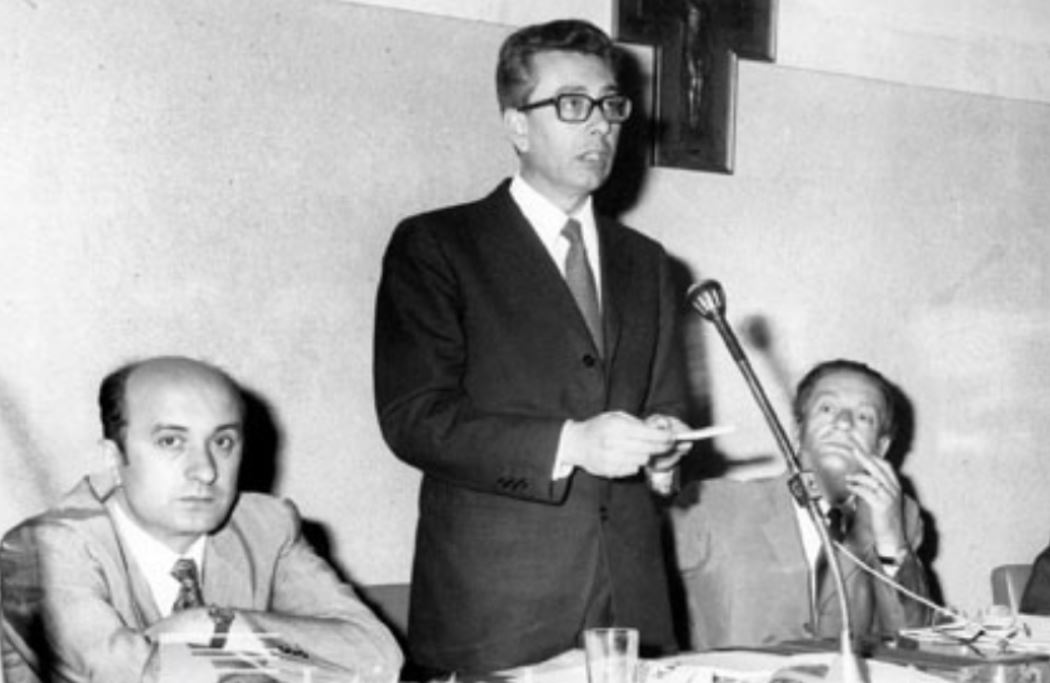
Zaccagnini con Arnaldo Forlani e Ciriaco De Mita nel 1970

Nel 1946 fu eletto all'Assemblea Costituente con 11 121 preferenze nel Collegio elettorale di Bologna e fu confermato alla Camera dei deputati nel 1948 nella circoscrizione di Bologna ottenendo 16 898 voti preferenziali; inoltre in questi anni ricoprì il ruolo di membro della V Commissione (Difesa) e della XI Commissione (Lavoro) e successivamente divenne anche membro della direzione centrale della DC e poi del Consiglio nazionale del partito. Alle elezioni del 1963 fu capolista e riscosse 46 303 preferenze. Negli anni sessanta si schierò a favore della formula politica del centrosinistra, aderendo alla corrente di Aldo Moro. Fu rieletto alla Camera dei Deputati fino al 1979, mentre dal 1983 fino alla morte fece parte del Senato della Repubblica; Zaccagnini si candidò sempre in Emilia-Romagna, regione in cui il PCI raggiungeva la maggioranza assoluta.
La sua attività governativa cominciò nel 1958, quando divenne sottosegretario al Ministero del lavoro e della previdenza sociale nel governo Fanfani II. L'anno successivo fu Ministro del lavoro e della previdenza sociale nel governo Segni II, e mantenne tale carica anche durante la breve esperienza del governo Tambroni (1960), per divenire, sempre nello stesso anno, Ministro dei lavori pubblici nel successivo governo guidato da Amintore Fanfani, il terzo esecutivo presieduto dal politico toscano.

Zaccagnini assieme a Enrico Berlinguer e Aldo Moro nel 1978

Soprannominato l'onesto Zac, con una reputazione di grande integrità, negli anni seguenti Zaccagnini preferì incarichi parlamentari o di partito: dal 1962 al 1968 fu presidente del gruppo parlamentare della Democrazia Cristiana, dal 1968 al 1975 vicepresidente della Camera, e dal 1973 al 1975 presidente del Consiglio Nazionale della DC. Zaccagnini, che inizialmente aveva aderito alla corrente di Iniziativa democratica (più nota come corrente dorotea), dal 1968 si avvicinò ad Aldo Moro, uscito da quella corrente dopo aver lasciato la Presidenza del Consiglio. Nel 1975 fu eletto segretario nazionale della Democrazia Cristiana. Alle elezioni politiche del 1976 la DC, da lui guidata, ottenne il 38,7% dei voti (+3,4% rispetto alle elezioni amministrative dell'anno avanti), riuscendo in tal modo a frenare la corsa a Palazzo Chigi di Enrico Berlinguer, segretario del partito comunista, che pur toccò col 34,4% il suo massimo risultato elettorale.
Durante il rapimento di Aldo Moro da parte delle Brigate Rosse, Zaccagnini difese la linea della fermezza, cioè il rifiuto di trattare coi terroristi in termini tali che ne implicassero un riconoscimento politico. Il tragico esito della vicenda, che si concluse con la morte dell'amico e capocorrente, lo debilitò umanamente e politicamente, anche a causa di alcuni passaggi critici delle lettere dalla prigionia di Moro, ove lo definiva "il più fragile segretario che abbia mai avuto la DC": nel 1980 fu sostituito nella carica di segretario nazionale da Flaminio Piccoli, e da quel momento in poi non accettò più nessun incarico istituzionale. Nel 1984 fu eletto al Parlamento Europeo.
Benigno Zaccagnini è deceduto a Ravenna il 5 novembre 1989, da senatore in carica, all'età di 77 anni a causa di un arresto cardiaco improvviso; i funerali furono celebrati dal Cardinale Ersilio Tonini nella Chiesa di Santa Maria in Porto alla presenza delle alte cariche dello stato nonché dei suoi colleghi di partito.

## Scritti
- Una proposta al Paese, Firenze, Vallecchi, 1976.
- La testimonianza di don Mazzolari, con Pietro Scoppola, Roma, Cinque lune, 1976.
- Il messaggio di don Giovanni Minzoni. Atti del Convegno nazionale di studio. Ravenna, ottobre 1983, a cura di e con Roberto Ruffilli, Ravenna, Centro studi G. Donati, 1984.
- Lettere agli amici, Roma, AVE, 1990.
- La politica è bellissima, Ravenna, Media news, 2009.
- Discorsi parlamentari. 1947-1979, con CD, Roma, Camera dei deputati, 2009.

## Influenza culturale
- Tina Anselmi - Una vita per la democrazia, regia di Luciano Manuzzi – docu-drama (2023) - interpretato da Enrico Mutti.